# Arrhenius (cràter)
|  | Aquest article tracta sobre un cràter de la Lluna. Si cerqueu un cràter de Mart, vegeu «Arrhenius (cràter marcià)». |

Arrhenius és un cràter d'impacte que es troba a la cara oculta de la Lluna, prop de l'extremitat sud-oest. En aquest lloc, les rodalies del cràter es poden veure durant libracions favorables, tot i que queda a la vora. Al sud-sud-est del cràter es troba el cràter desgastat Blanchard, i més cap a l'oest es troba De Roy.

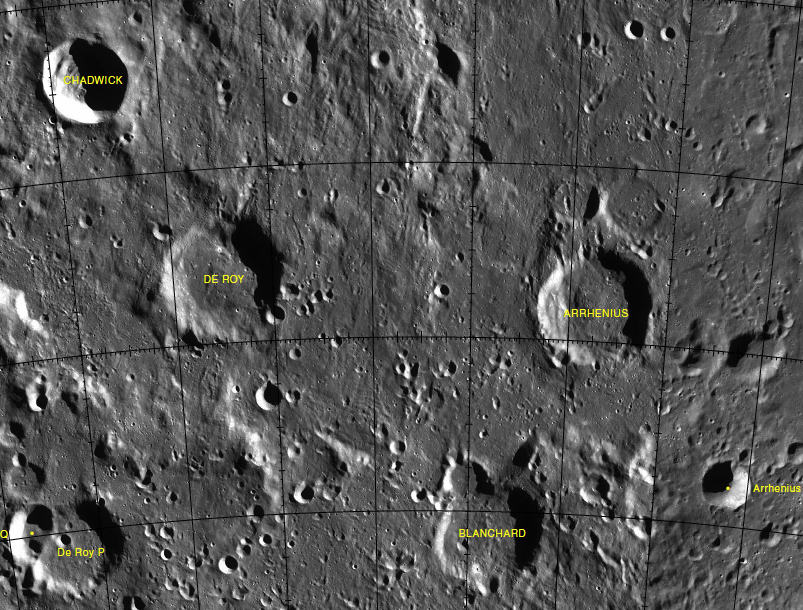
Localització d'Arrhenius (centre, a la dreta, de la imatge)
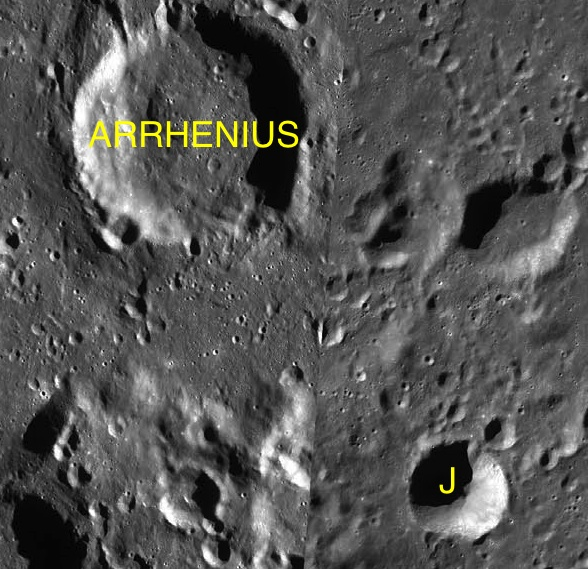
Cràters satèl·lit

La paret exterior d'Arrhenius ha estat una mica desgastada i erosionada a causa d'un historial d'impactes menors, deixant la vora arrodonida i baixa. Hi ha un una gran prominecia en la vora cap al nord-nord-oest, i una corba cap a fora al llarg de la cara sud-est. Una petit cràter se situa a través de la vora sud-oest. El sòl interior és relativament pla i sense característiques d'interès. El punt mitjà no té un pic central.
Aquest cràter es troba dins de la Conca Mendel-Rydberg, una àmplia depressió d'impacte (630 km) del Període Nectarià.

## Cràters satèl·lit
Per convenció aquests elements són identificats en els mapes lunars posant la lletra en el costat del punt central del cràter que està més proper a Arrhenius.
| Arrhenius | Coordenades                          | Diàmetre |
| --------- | ------------------------------------ | -------- |
| J         | 57° 36′ S, 88° 18′ O / 57.6°S,88.3°O | 18 km    |

El següent cràter ha estat reanomenat per la UAI:
- Arrhenius P (vegeu Blanchard (cràter))